# Ovangoul I
Ovangoul I est un village de l'arrondissement d'Akono, département de la Méfou-et-Akono dans la région du Centre au Cameroun. 

## Population et société
En 1965, la population de Ovangoul I était de 480 habitants, principalement des Ewondo. Lors du recensement de 2005, 103 habitants ont été dénombrés à Ovangoul III.